# Wolfgang Petrovsky
Wolfgang Petrovsky (* 4. Juni 1947 in Hainsberg) ist ein deutscher Maler und Grafiker. Er benutzt und vermengt auf der Malfläche verschiedenste Techniken wie Collagieren, Überlagern, Übermalen. Seine Werke sind u. a. Landschaftsbilder und Historienbilder. Er wirkt in seiner sächsischen Geburtsstadt und in Bitterfeld (Sachsen-Anhalt).

## Leben
Petrovsky absolvierte von 1962 bis 1966 eine Ausbildung als Tischler mit Abitur. Von 1966 bis 1970 studierte er bis zum Diplom Kunsterziehung an der Karl-Marx-Universität Leipzig. Nach dem Grundwehrdienst in der NVA war er bis 1979 bei Rat der Stadt Dresden angestellt. Seitdem wirkt Petrovsky als freischaffender Künstler in Dresden. 1978 und 1982 war er zu Studienaufenthalten auf Schloss Kochberg. 1979 unternahm er eine Studienreise in das sowjetische Mittelasien. Ab 1979 war er neben seiner künstlerischen Arbeit Leiter eines Volkskunstzirkels im Betriebsteil Wolfen des Chemiekombinats Bitterfeld und begann er mit seinem Bitterfeldprojekt. Politische Themen setzte er ab 1980 mit einer Postkartenserie „Signale“ gegen Raketenstationierung in Ost und West um. 1980 machte er auf Initiative Klaus Staecks im Kunstverein Hannover eine Kunstaktion.
Seit 1982 pflegt er mit dem Maler und Grafiker Frank Voigt (* 1946) freundschaftliche Verbindungen und zeitweilige Zusammenarbeit im Bereich Postkarten, Graphik, Tafelbilder. 1982 startete er das Projekt „aktion = hoffnung“, 1983 die Buch-Aktion „FREEZE“. Im selben Jahr begannen auch die Arbeiten zu Victor Klemperers LTI (Postkarten, Graphik, Collagen). 1986 arbeitete er am Postkartenprojekt „made in germany und anderswo / für Victor Klemperer“. 1987 verarbeitete er wiederum die politischen Geschehnisse in der Postkartenserie zur Perestroika „DA“, ab 1988 die „DA“-Folge sowie die „Hommage á Schwitters“ und „Von DADA zu DA“. Kurz vor der Wende entstand 1989 die Mail-Art-Aktion „Erinnerung 1. September 1939“.
1989 war Petrovsky Mitbegründer des Kunstvereins Bitterfeld-Wolfen und Mitinitiator des Aufrufs „Künstler für Bitterfeld“. Er war von 1973 bis 1990 Mitglied des Verbands Bildender Künstler der DDR. Er hatte in der Zeit DDR im In- und Ausland eine große Zahl von Einzelausstellungen und Ausstellungsbeteiligungen, u. a. 1982/1983 und 1987/1988 an der IX. und X. Kunstausstellung der DDR in Dresden.
1990 nutzte er für einen Arbeitsaufenthalt in Japan.
In den Jahren 1990 bis 1993 erhielt er Lehraufträge an den Hochschulen für Bildende Künste in Dresden und Hamburg sowie an der Fakultät Architektur der Technischen Universität Dresden. 1990/91 war er am Projekt „Fahne“ in der Villa Streccius des Kunstvereins Landau beteiligt, 1994 am Projekt „Flagge zeigen“ der Edition Staeck Heidelberg. 1996 arbeitete er an Collagen zu Kurt Heilbut. Im Jahr 2000 widmete er sich bei einem Studienaufenthalt auf Schloss Wiepersdorf mit dem Komponisten Hartmut Dorschner dem Projekt „BILD-TEXT-KLANG-KOMPOSITIONEN“. Im Jahr 2000 war Petrovsky Artist in Residence der Universität Erfurt.

## Ehrungen (unvollständig)
- 1984: Förderpreis des FDGB im Wettbewerb 100 ausgewählte Grafiken
- 1990 El-Lissitzky-Preis, Berlin
- 1993 Kulturpreis des DGB

## Museen und öffentliche Sammlungen mit Werken Petrovskys (unvollständig)
- Altenburg: Lindenau-Museum
- Berlin: Deutsches Historisches Museum
- Dresden: Galerie Neue Meister[1]
- Dresden: Kupferstichkabinett[1]
- Dresden: Sächsischer Kunstfonds[1]